# Фандер, Кристиан
Кри́стиан Фа́ндер (нем. Christian Vander; 24 октября 1980, Виллих, ФРГ) — немецкий футболист, вратарь; тренер.

## Карьера
В возрасте четырёх лет начал заниматься в футбольной школе «Блау-Вайсс» (Анрат) под руководством своего отца. Первоначально играл в поле, но позже был переведён на позицию вратаря. После клуба «Фирзен» перешёл в молодёжку «Боруссии» (Мёнхенгладбах), а в 1996 году — в «Юрдинген-05». С 2000 по 2005 год играл за «Бохум», в составе которого сыграл 19 матчей в чемпионате Германии, но не смог вытеснить из основы Рейна ван Дёйнховена.
За «Вердер» играет с 2005 года. Перешёл в клуб на правах аренды, но в следующем сезоне заключил полноценный контракт. Являлся сменщиком Тима Визе. Всего за «Вердер» провёл 11 матчей в Бундеслиге, 6 — в еврокубках. По окончании сезона 2012/13 завершил игровую карьеру и перешёл в тренерский штаб «Вердера». Первоначально работал с молодёжной командой, с 2014 года — тренер вратарей в штабе Виктора Скрипника.